# Cottonwood Falls
Cottonwood Falls település az Amerikai Egyesült Államok Kansas államában, Chase megyében, melynek megyeszékhelye is. Lakosainak száma 851 fő (2020. április 1.).

## Népesség
A település népességének változása:

| 2010 | 903 |
| 2020 | 851 |